# Augustus Aikhomu
Augustus Akhabue Aikhomu (Idumebo-Irrua, 20 de octubre de 1939 – Lagos, 17 de agosto de 2011) fue un almirante de la Marina de Nigeria y sirvió de facto el cargo de Vicepresidente de Nigeria bajo la dictadura militar del General Ibrahim Babangida de 1986 a 1993.

## Biografía
Nació en Idumebo-Irrua, Estado de Edo, al sur de Nigeria. Como estudiante, Aikhomu tuvo periodos donde pasó por la Escuela Gubernamental de Irrua, Yaba College of Technology, Royal Britannia Naval College en Dartmouth, England, Curso de Especialista en Artillería, India y el National Institute of Policy and Strategic Studies, Kuru, Nigeria. 
Aikhomu se unió a la Royal Navy el 1 de diciembre de 1958 como ayudante de artificiero en el HMS Fisgard cerca de Torpoint. Estuvo en la Grenville Division de la HMS Fisgard y pudo pasar los entrenamientos en 16 meses, graduándose en abril de 1960. Posteriormente, Aikhomu ocupó diferentes cargos de oficial, jefe de personal naval, jefe naval de operaciones (1983–84) hasta llegar a Jefe del Estado Mayor Naval (1984–86).